# Uvarus absconditus
Uvarus absconditus är en skalbaggsart som beskrevs av Bilardo och Rocchi 2008. Uvarus absconditus ingår i släktet Uvarus och familjen dykare. Inga underarter finns listade i Catalogue of Life.